# Кола (река)
Ко́ла — река на Кольском полуострове в Мурманской области России.
Длина — 83 км. Площадь бассейна — 3850 км². Направление течения реки меридиональное (с юга на север).
Этимология названия реки доподлинно неизвестна. Однако существуют две версии происхождения названия реки. Первая предполагает, что название происходит от саамского «кольйок» — «золотая река». Считается, что сначала иноязычное название было усвоено русскими в виде «Кола-река» (упоминается в летописи в 1532 году), а затем трансформировалось в современное «река Кола». Согласно другой версии, название восходит к финно-угорскому «кульйоки» — «рыбная река».
Берёт начало из Колозера; через 4 км, пройдя несколько порогов, впадает в Пулозеро, выйдя из которого на протяжении 3 км снова занята порогами; далее впадает в Мурдозеро; через 15 км начинаются значительные пороги, которые продолжаются в течение 5 км; следующие 2 км река имеет равнинный характер; далее на 14 км продолжаются пороги, затем порогов нет и только за 3 км до города Колы они опять начинаются; за городом впадает в Кольский залив Баренцева моря.
Питание в основном снеговое. Половодье в мае — июле. Средний расход воды в 8 км от устья — 44 м³/с. Сплавная в нижнем течении, порожистая. У города Колы ширина реки до 120 м, а глубина около 2 м. Река протекает в довольно крутых берегах, поросших мхом и мелким лесом.
| Средний расход воды (м³/с) реки Колы по месяцам и за год с 1928 по 1992 гг. (замеры производились на гидрологическом посту в 8 км от устья) |

Крупнейшие притоки Кица, Орловка (справа) и Тухта, Медвежья (слева).
В середине XIX века река проходила к северу от города Кола, но затем прорвала себе другой путь, более прямой, обратив низменный мыс восточного берега Кольского залива в небольшой остров; на этом острове в начале XX века находилось кладбище; старое устье обсохло. В начале XX века река иногда служила путём для сообщения с Кандалакшей.
Населённые пункты на реке: Кола, Молочный, Выходной, Шонгуй, Магнетиты, Кильдинстрой, Лопарская, Кица (на Мурдозере), Тайбола, Пулозеро (на Пулозере).
Через реку перекинуто 3 железнодорожных моста, 5 автомобильных и 2 подвесных пешеходных.
1 июня 2020 года половодье реки обрушило железнодорожный мост через реку Колу, отрезав Мурманск от основной сети российских дорог. 28 сентября на месте старого моста был открыт новый, не имеющий опор в русле реки (что исключает воздействие паводков); на период строительства поезда временно курсировали по обходной ветке через Выходной и Мурмаши.
В половодье 2020 река поднималась над ординаром  407 см.